# Шостка (станція)
Шостка  — проміжна залізнична станція 3-го класу Конотопської дирекції Південно-західної залізниці на лінії Терещенська — Семенівка між станціями Терещенська (12 км) та Новгород-Сіверський (26 км). Розташована в однойменному місті Сумської області.

## Історія
Станція відкрита у 1893 році.
У 2004 році проведена капітальна реконструкція вокзалу та завершена електрифікація змінним струмом (~25 кВ) дільниці Терещенська — Шостка.
19 червня 2025 року над вокзалом станції Шостка встановлений біло-чорний Прапор Надії, який є символом незламної віри в повернення полонених захисників України, зниклих безвісти, а також вшанування пам'яті тих, хто загинув у неволі. Ініціативу встановлення прапорів Надії реалізовано у партнерстві «Укрзалізниці» та благодійного фонду «Сталеві», створеного з сприянням Героя України Сергія Волинського.

## Пасажирське сполучення
На станції Шостка зупиняються дизель-поїзди сполученням Новгород-Сіверський — Терещенська та Семенівка — Терещенська та регіональні поїзди сполученням Шостка — Київ / Жмеринка (через Конотоп, Ніжин, Бровари, Видубичі, Київ).